# Джек Келсі
Джек Келсі (англ. Jack Kelsey, нар. 19 листопада 1929, Свонсі — пом. 18 березня 1992, Лондон) — валлійський футболіст, воротар.
Насамперед відомий виступами за клуб «Арсенал», а також національну збірну Уельсу.

## Клубна кар'єра
У дорослому футболі дебютував 1949 року виступами за лондонський «Арсенал», кольори якого і захищав протягом усієї своєї кар'єри гравця, що тривала цілих п'ятнадцять років. Більшість часу, проведеного у складі «канонірів», був основним голкіпером команди.

## Виступи за збірну
1954 року дебютував в офіційних матчах у складі національної збірної Уельсу. Всього провів у формі головної команди країни 41 матч.
У складі збірної був учасником чемпіонату світу 1958 року у Швеції.
Після завершення ігрової кар'єри працював в керівництві «Арсеналу». Залишив свій пост в 1989 році.
Келсі помер 18 березня 1992 року в Лондоні, у віці 62-х років.

## Титули і досягнення
- Чемпіон Англії (1):

«Арсенал»: 1952-53
- Володар Кубка Англії (1):

«Арсенал»: 1949-50
- Володар Суперкубка Англії (1):

«Арсенал»: 1953